# Teixidor de Finn
El teixidor de Finn (Ploceus megarhynchus) és un ocell de la família dels ploceids (Ploceidae).

## Hàbitat i distribució
Habita zones amb herba alta i matolls dels turons de l'Himàlaia al nord de l'Índia i Bhutan.